# Hupikék törpikék – Karácsonyi ének
A Hupikék törpikék – Karácsonyi ének (eredeti cím: The Smurfs: A Christmas Carol) 2011-es amerikai 3D-s CGI animációval és hagyományos 2D-s rajzolt technikával kombinált rövidfilm. Amerikában 2011. december 2-án mutatták be, Magyarországon 2013. november 28-án adták ki DVD-n.

## Cselekmény
|  | Alább a cselekmény részletei következnek! |

A törpök a karácsonyra készülnek, Törpapa a saját kezével készít ajándékot minden egyes törpnek, az egyéni igényeket figyelembe véve. De Dulifulinak már elege lett a karácsonyból, ezért a mostani készülődésben már nem akar részt venni. Elvonul a szobájába és egyedül, szomorúan várja az ünnepet. De a tette kihatással van a többi törp életére is, akik fel akarják vidítani Dulifulit, ezért elmennek az erdőbe, ahol bajba kerülnek. Dulifuli Hókuszpók házában talál rájuk, aki éppen a vacsorájához készül. Ez teljesen megváltoztatja Dulifuli hozzáállását a karácsonyhoz, rájön, hogy a társak a legfontosabbak az életben, és a karácsony a legtökéletesebb ünnep, mert ilyenkor ki lehet mutatni a másik iránti szeretetet.
|  | Itt a vége a cselekmény részletezésének! |

## Szereplők
| Szereplő       | Színész                                                                    | Magyar hang        |
| -------------- | -------------------------------------------------------------------------- | ------------------ |
| Dulifuli       | George Lopez                                                               | Háda János         |
| Törpapa        | Jack Angel                                                                 | Csurka László      |
| Törpilla       | Melissa Sturm                                                              | Szinetár Dóra      |
| Okoska         | Fred Armisen                                                               | Bereczki Zoltán    |
| Törperős       | Gary Basaraba                                                              | Berzsenyi Zoltán   |
| Ügyifogyi      | Anton Yelchin                                                              | Molnár Levente     |
| Hókuszpók      | Hank Azaria                                                                | Csankó Zoltán      |
| Sziamiaú       | –                                                                          | –                  |
| Tréfi          | –                                                                          | Pusztaszeri Kornél |
| Ügyi           | –                                                                          | Fazekas István     |
| Törpojáca      | –                                                                          | Láng Balázs        |
| Habzsi         | –                                                                          | Görög László       |
| További törpök | Kirk Baily Daniel Fink Jeff Fischer Jess Harnell Craig Kellman Hans Tester | –                  |